# Chiến dịch Kaunas
Chiến dịch Kaunas (28 tháng 7 - 28 tháng 8 năm 1944) là một chiến dịch quân sự diễn ra trong Chiến tranh Xô-Đức thuộc Chiến tranh thế giới thứ hai, do Hồng quân Liên Xô tổ chức nhằm tấn công vào quân đội Đức Quốc xã. Lực lượng tham gia chiến dịch là Phương diện quân Byelorussia 3 của đại tướng I. D. Chernyakhovsky. Kết thúc chiến dịch, quân đội Liên Xô đã giải phóng thành phố Kaunas, phá vỡ tấm bình phong che mặt Đông Phổ và tạo điều kiện cho các đợt tấn công về sau của Liên Xô vào khu vực này.

## Binh lực và kế hoạch

### Quân đội Liên Xô
- Phương diện quân Byelorussia 3 (tư lệnh: đại tướng I. D. Chernyakhovsky, tham mưu trưởng: thượng tướng A. P. Pokrovskiy)
  - Tập đoàn quân cận vệ số 11 (trung tướng K. N.Galitskiy)
  - Tập đoàn quân số 5 (thượng tướng N. I. Krylov)
  - Tập đoàn quân số 33 (trung tướng V. D. Kryuchenkin)
  - Tập đoàn quân số 39 (trung tướng I. I. Lyudinkov)[1]
  - Tập đoàn quân số 31 (trung tướng V. V. Glagolev)
  - Tập đoàn quân xe tăng cận vệ số 5 (đại tướng P. A. Romistrov)
  - Tập đoàn quân không quân số 1 (thượng tướng T. T. Khryukin)

Sau khi hoàn thành chiến dịch Vilnius, các tập đoàn quân thuộc Phương diện quân Byelorussia 3 (số 3, 5, 31, 33, 39, cận vệ số 11, xe tăng cận vệ số 5 và không quân số 1) tiếp tục hành tiến đến bờ sông Nieman trong nửa cuối tháng 7, vừa liên tục chống trả sự kháng cự quyết liệt của quân Đức vừa chuẩn bị cho đợt tấn công kế tiếp. Mục tiêu không gì khác chính là thành phố Kaunas, chốt trấn thủ quan trọng nhất án ngữ con đường tiến đến Đông Phổ. Đại bản doanh Bộ Tổng tư lệnh Tối cao Liên Xô đã ra lệnh cho Phương diện quân phải tấn công Kaunas không muộn hơn ngày 1 hay 2 tháng 8 bằng hai mũi vu hồi: mũi tấn công của tập đoàn quân xe tăng cận vệ số 5 từ phía Bắc và từ phía Nam là các tập đoàn quân số 5 và 33. Sau đó Phương diện quân sẽ tiến đến biên giới Đông Phổ vào ngày 10 tháng 8 và chuyển sang phòng ngự chuẩn bị cho các đợt tấn công mới vào Đông Phổ.
Trước mặt quân đội Liên Xô là các đơn vị thuộc Tập đoàn quân số 3 và 4 vừa mới được tái tổ chức của Cụm Tập đoàn quân Trung tâm (Đức). Theo ước tính của quân đội Liên Xô, vào cuối tháng 7 quân Đức tập trung 10 sư đoàn bộ binh, 2 sư đoàn xe tăng, 2 lữ đoàn bộ binh và 30 trung đoàn, tiểu đoàn độc lập. Do đối mặt trước một lực lượng mạnh, chỉ sau khi thanh toán xong mục tiêu Vilnius, Phương diện quân Byelorussia 3 mới tập trung đủ binh lực để tiến đánh Kaunas.

### Quân đội Đức Quốc xã
Một phần của Cụm Tập đoàn quân Trung tâm (tư lệnh: Thống chế Walter Model)
- Tập đoàn quân thiết giáp số 3 (thượng tướng Georg-Hans Reinhardt)
  - Cụm tác chiến G, binh lực gồm tàn quân của sư đoàn bộ binh số 95, số 197 và số 256
  - Quân đoàn số 26 (trung tướng bộ binh Gerhard Matzky), binh lực gồm một phần của Sư đoàn thiết giáp số 6 và một số sư đoàn khác
  - Tàn binh của Quân đoàn số 9 (trung tướng pháo binh Rolf Wuthmann)
- Cánh Bắc của Tập đoàn quân số 4 (trung tướng bộ binh Kurt von Tippelskirch đến ngày 18 tháng 7 là trung tướng xe tăng Friedrich Hoßbach)
  - Quân đoàn thiết giáp số 39 (tái lập) (trung tướng xe tăng Dietrich von Saucken)
  - Sư đoàn thiết giáp số 7

Giống như với tuyến phòng ngự song song tại Belostock ở phía Nam, tại khu vực Kaunas thống chế Walter Model áp dụng chiến thuật kìm chân quân đội Liên Xô dựa trên các đơn vị sẵn có để các đơn vị tuyến sau có thời gian thiết lập một dải phòng ngự vững chắc và liên tục. Trên thực tế tại Kaunas quân Đức đã tập trung một lực lượng rất lớn (10 sư đoàn bộ binh, 2 sư đoàn xe tăng, 2 lữ đoàn bộ binh và 30 trung đoàn, tiểu đoàn độc lập), tuy nhiên phần nhiều trong số này là đám tàn quân chạy thoát khỏi các "chảo lửa" trong hai giai đoạn đầu tiên của chiến dịch Bagration..

## Diễn biến
Ngày 28 tháng 7, toàn bộ Phương diện quân Byelorussia 3 đồng loạt nổ súng tiến công và đến cuối ngày 29 quân đội Liên Xô đã đột phá sâu 5–17 cây số. Đến ngày 30 tháng 7, các phòng tuyến của Đức tại sông Nieman lần lượt sụp đổ. Quân đoàn xe tăng cận vệ số 2 thuộc tập đoàn quân số 33 được tung vào cửa đột phá và nhanh chóng tiến thẳng đến Vilkaviškis đe dọa bao vây quân Đức tại Kaunas. Trước nguy cơ bị hợp vây, quân Đức buộc phải tổ chức rút lui khỏi thành phố. Tận dụng thành quả của quân đoàn xe tăng, tập đoàn quân số 33 lập tức tấn công và giải phóng thành phố Vilkaviškis vào ngày 31 tháng 7, đánh chiếm nhà ga xe lửa tại Mariampolė (Marijampole) cùng ngày. Trong khi đó, tập đoàn quân số 5 đột phá vào nội đô Kaunasa và đến sáng ngày 1 tháng 8 đã giải phóng thành phố này. Tổng cộng cho đến đầu tháng 8 Phương diện quân Byelorussia 3 đã đột phá sâu 50 cây số, mở rộng cửa đột phá đến 230 cây số và giải phóng hơn 900 làng mạc, thành phố, thị trấn.
Tuy nhiên, càng tiến gần đến Đông Phổ, sức kháng cự của quân Đức càng tăng lên, gây nhiều thiệt hại cho các mũi tấn công Liên Xô. Tuyến tiếp tế bị kéo dài, đạn dược cạn dần, thương vong càng lúc càng tăng buộc Phương diện quân phải ngừng các cuộc tấn công. Đồng thời, quân Đức tại khu vực bắt đầu kéo quân tăng viện tới và tổ chức phản công. Từ ngày 9 tháng 8, các sư đoàn bộ binh số 1, sư đoàn thiết giáp số 5 và sư đoàn thiết giáp xung kích "Đại Đức" đã tổ chức phản kích mạnh ở phía Tây và Tây Nam Kaunas, tại một số khu vực đã đẩy lui tập đoàn quân số 33 (Liên Xô). Vào giữa tháng 8, một trung đoàn của quân đội Liên Xô bị tấn công và bao vây tại gần Raseiniai, tuy nhiên quân đội Liên Xô đã phá vây thành công. Sau nhiều ngày kịch chiến, cuối cùng quân đội Liên Xô đã đánh bại các cuộc phản kích của quân Đức, tiến sâu thêm 30-50 cây số và dần dần tiếp cận tuyến phía Tây Raseiniai và Kybartai - Suwałki, chỉ còn cách biên giới Đông Phổ vài cây số. Sự hiện diện của quân đội Liên Xô gần Đông Phổ đã gây ra tình trạng hỗn loạn ở khu vực này. Người đứng đầu Đảng ủy Đảng phát xít ở Đông Phổ là Erich Koch đã cố trấn an người dân tuy nhiên ông ta vẫn không ngăn được việc người dân bắt đầu tìm cách chạy trốn khỏi Đông Phổ.
Dù vậy, ngày 29 tháng 8, trước việc Phương diện quân Byelorussia 3 đã hao tổn nhiều sau các chiến dịch tấn công liên tục, Đại bản doanh đã ban hành chỉ thị yêu cầu Phương diện quân chuyển sang phòng ngự để nghỉ ngơi, củng cố và bổ sung binh lực chuẩn bị cho các cuộc tiến công sắp tới. Đến đây nhiệm vụ của Phương diện quân Byelorussia 3 trong chiến dịch Bagration đã kết thúc.

## Kết quả
Sau một tháng chiến đấu quyết liệt, Phương diện quân Byelorussia 3 đã giải phóng thành phố Kaunas - bức tường án ngữ con đường vào Đông Phổ và tiến sát đến biên giới khu vực này, tạo điều kiện cho các cuộc tấn công của Phương diện quân vào Đông Phổ.